# Juraj Justinijanović
Juraj Justinijanović (Stari Grad, otok Hvar, 8. ožujka 1895. − Zagreb, 26. srpnja 1965.) je bio hrvatski matematičar. 

## Životopis
Rodio se je u Starom Gradu na Hvaru 1895. godine. Studirao je matematiku i fiziku. Na studije je išao na filozofske fakultete u Grazu, Beogradu i Zagrebu. U Zagrebu je diplomirao 1921. godine. Nekoliko godina poslije doktorirao je u Zagrebu na Tehničkoj visokoj školi. 
Radio je:

- u Dubrovniku na Pomorskoj vojnoj akademiji
- u Zagrebu na Višoj pedagoškoj školi
- u Zagrebu na Strojarsko-brodograđevnom fakultetu u Zagrebu

Na Strojarsko-brodograđevnom fakultetu stekao je 1956. status redovnog profesora. Bio je predstojnik katedre za nacrtnu geometriju. Justinijanovićeve zasluge za matematiku su rješenja nekih problema krivulja drugoga stupnja koja je postigao pomoću stereografskih projekcija. Također je riješio neke probleme u kristalografskoj geometriji (kristalne forme). 

## Djela
- udžbenik Nacrtna geometrija za strojarsko-brodograđevni fakultet, I–III, 1960.
- članci u Tehničkom pregledu, Glasu Srpske akademije nauka, Glasniku matematičara, fizičara i astronoma te u Radovima JAZU.

## Vanjske poveznice
- Juraj Justinijanović Hrvatska tehnička enciklopedija, portal hrvatske tehničke baštine. LZMK